# (9982) 1995 CH
(9982) 1995 CH (1995 CH, 1986 EV2, 1997 ND9) — астероїд головного поясу, відкритий 1 лютого 1995 року.
Тіссеранів параметр щодо Юпітера — 3,311.